# A Hetedik érzék epizódjainak listája
Ez a szócikk a Hetedik érzék című sorozat epizódjait listázza.

## Áttekintés
| Évad | Évad | Részek száma | Részek száma | Eredeti sugárzás | Eredeti sugárzás    | Magyar sugárzás    | Magyar sugárzás    |
| Évad | Évad | Részek száma | Részek száma | Évadbemutató     | Évadzáró            | Évadbemutató       | Évadzáró           |
| ---- | ---- | ------------ | ------------ | ---------------- | ------------------- | ------------------ | ------------------ |
|      | 1.   | 13           | 13           | 2009. március 6. | 2009. május 26.     | RTL Klub, SuperTV2 | RTL Klub, SuperTV2 |
|      | 2.   | 13           | 13           | 2011.február 8.  | 2011. augusztus 31. | PRO4               | PRO4               |
|      | 3.   | 13           | 13           | 2012. május 30.  | 2012. szeptember 12 | FEM3               | FEM3               |
|      | 4.   | 13           | 13           | 2013. május 29.  | 2013. augusztus 28. | FOX                | FOX                |
|      | 5.   | 13           | 13           | 2014. május 26.  | 2014. augusztus 18. | PRIME              | PRIME              |

## Epizód

### Első évad (2009)
| Sor. | Év. | Cím                                                  | Rendező        | Író            | Premier           | Gyártási szám |
| ---- | --- | ---------------------------------------------------- | -------------- | -------------- | ----------------- | ------------- |
| 1.   | 1.  | Mentőakció (I'm an Adult Now)                        | Clement Virgo  | Michael Amo    | 2009. március 3.  | 101           |
| 2.   | 2.  | Érzelmi teher (Emotional Rescue)                     | Ken Girotti    | Russ Cochrane  | 2009. március 10. | 102           |
| 3.   | 3.  | Néma üzenet (A Voice in the Dark)                    | Clement Virgo  | Michael Amo    | 2009. március 17. | 103           |
| 4.   | 4.  | Szakmai ártalom (Some Kind of Love)                  | Clement Virgo  | Larry Lalonde  | 2009. március 24. | 104           |
| 5.   | 5.  | Az utolsó perc (Lisa Says)                           | Kari Skogland  | Dennis Heaton  | 2009. március 31. | 105           |
| 6.   | 6.  | A kínai keresztapa (Foggy Notion)                    | Clement Virgo  | Jeremy Boxen   | 2009. április 7.  | 106           |
| 7.   | 7.  | A gyógyító (Iris)                                    | Stephen Surjik | Michael Amo    | 2009. április 14. | 107           |
| 8.   | 8.  | Személyes ügy (One Way or Another)                   | Stephen Surjik | Dennis Heaton  | 2009. április 21. | 108           |
| 9.   | 9.  | Családban marad (Inside the Man)                     | Clement Virgo  | Michael Amo    | 2009. április 28. | 109           |
| 10.  | 10. | Tévúton (Missing)                                    | TJ Scott       | Avrum Jacobson | 2009. május 5.    | 110           |
| 11.  | 11. | Fény az alagút végén (Beginning to See the Light)    | Clement Virgo  | Avrum Jacobson | 2009. május 12.   | 111           |
| 12.  | 12. | Árulkodó képek (The 13th Juror / My Sister's Keeper) | Kari Skogland  | Ross Cochrane  | 2009. május 19.   | 112           |
| 13.  | 13. | Gyökerek (The Journey)                               | Clement Virgo  | Michael Amo    | 2009. május 26.   | 113           |

### Második évad (2011)
| Sor. | Év. | Cím                                      | Rendező        | Író                    | Premier             | Gyártási szám |
| ---- | --- | ---------------------------------------- | -------------- | ---------------------- | ------------------- | ------------- |
| 14.  | 1.  | Egy nő a tóban (Lady in the Lake)        | Kari Skogland  | Ben Sokolowski         | 2011. február 8.    | 201           |
| 15.  | 2.  | Az átadás helyszíne (Crime Seen)         | Charles Binamé | Jason Sherman          | 2011. február 15.   | 202           |
| 16.  | 3.  | Szemet szemért (In His Sights)           | Charles Binamé | Wil Zmak               | 2011. február 22.   | 203           |
| 17.  | 4.  | A Volkov testvérek (The Brothers Volkov) | Kari Skogland  | Jason Sherman          | 2011. március 8.    | 204           |
| 18.  | 5.  | Belső kör (Inner Circle)                 | Kari Skogland  | Matt MacLennan         | 2011. március 15.   | 205           |
| 19.  | 6.  | A bűvész (The Magician")                 | The Magician"  | Clement Virgo Wil Zmak | 2011. március 22.   | 206           |
| 20.  | 7.  | Póker nagyban (Ace in the Hole)          | Kari Skogland  | Cal Coons              | 2011. április 1.    | 207           |
| 21.  | 8.  | Kísért a múlt (Vanished)                 | Clement Virgo  | Shernold Edwards       | 2011. április 8.    | 208           |
| 22.  | 9.  | Jerikó (Jericho)                         | Farhad Mann    | Lisa Steele            | 2011. április 15.   | 209           |
| 23.  | 10. | Mindent vagy semmit (Desperate Hours)    | Clement Virgo  | Daegan Fryklind        | 2011. április 22.   | 210           |
| 24.  | 11. | Halálos vacsora (To Die For)             | Charles Binamé | Jason Sherman          | 2011. augusztus 17. | 211           |
| 25.  | 12. | Az összeesküvés (Eye of the Storm)       | Clement Virgo  | Peter Mitchell         | 2011. augusztus 24. | 212           |
| 26.  | 13. | A leszámolás (Reckoning)                 | Kari Skogland  | Cal Coons              | 2011. augusztus 31. | 213           |

### Harmadik évad (2012)
| Sor. | Év. | Cím                                  | Rendező             | Író            | Premier              | Gyártási szám |
| ---- | --- | ------------------------------------ | ------------------- | -------------- | -------------------- | ------------- |
| 27.  | 1.  | A bankmeló (The Bank Job)            | Farhad Mann         | Peter Mohan    | 2012. május 30.      | 301           |
| 28.  | 2.  | Egy lezáratlan ügy (Cold Case Blues) | Paul Fox            | Cal Coons      | 2012. június 6.      | 302           |
| 29.  | 3.  | Függöny le (Curtain Call)            | Farhad Mann         | James Hurst    | 2012. június 13.     | 303           |
| 30.  | 4.  | Elrabolt gyanúsított (The Taking)    | Paul Fox            | Ken Cuperus    | 2012. június 20.     | 304           |
| 31.  | 5.  | A műkincstolvaj (Rogues' Gallery)    | Peter Stebbings     | Wil Zmak       | 2012. június 27.     | 305           |
| 32.  | 6.  | Eltűnt lányok (She Sells Sanctuary)  | Kari Skogland       | Karen Walton   | 2012. július 11.     | 306           |
| 33.  | 7.  | A méregkeverő (Poisoned Minds)       | Cal Coons           | Derek Schreyer | 2012. július 18.     | 307           |
| 34.  | 8.  | A nagy találkozás (Now You See Him)  | Rob Lieberman       | James Hurst    | 2012. július 25.     | 308           |
| 35.  | 9.  | Baráti szívesség (Crossed)           | Charles Binamé      | Karen Walton   | 2012. augusztus 15.  | 309           |
| 36.  | 10. | Karantén (Lockdown)                  | Stefan Pleszczynski | Peter Mohan    | 2012. augusztus 22.  | 310           |
| 37.  | 11. | Alkony kapitány (Captain Nightfall)  | John L'Ecuyer       | Ken Cuperus    | 2012. augusztus 29.  | 311           |
| 38.  | 12. | Egy régi jó barát (The Bro Code)     | Robert Lieberman    | Peter Mohan    | 2012. szeptember 5.  | 312           |
| 39.  | 13. | A csapda (The Shooting)              | Stefan Pleszczynski | James Hurst    | 2012. szeptember 12. | 313           |

### Negyedik évad (2013)
| Sor. | Év. | Cím                                        | Rendező          | Író               | Premier             | Gyártási szám |
| ---- | --- | ------------------------------------------ | ---------------- | ----------------- | ------------------- | ------------- |
| 40.  | 1.  | A múlt érintése (Blast from the Past)      | Rob Lieberman    | Peter Mohan       | 2013. május .       | 401           |
| 41.  | 2.  | Megbocsátás (The Blue Line)                | Rob Lieberman    | Peter Mohan       | 2013. június 5.     | 402           |
| 42.  | 3.  | Korai kijelentkezés (Early Checkout)       | Peter Stebbings  | Cal Coons         | 2013. június 12.    | 403           |
| 43.  | 4.  | Lefagyasztva (Cold Storage)                | Farhad Mann      | Avrum Jacobson    | 2013. június 19.    | 404           |
| 44.  | 5.  | Gengszterek sofőrje ("Buckle Up)           | Brad Walsh       | Brendon Yorke     | 2013. június 26.    | 405           |
| 45.  | 6.  | A vád tanúja (Witness for the Prosecution) | Farhad Mann      | James Hurst       | 2013. július 10.    | 406           |
| 46.  | 7.  | Rács mögött (Caged In)                     | Clement Virgo    | Lara Azzopardi    | 2013. július 17.    | 407           |
| 47.  | 8.  | A tetovált nő (The Illustrated Woman)      | Paul Fox         | Scott Oleszkowicz | 2013. július 24.    | 408           |
| 48.  | 9.  | A viszony (Love's a Bitch)                 | Peter Stebbings  | Peter Mitchell    | 2013. július 31.    | 409           |
| 49.  | 10. | Az átverés (The Long Con)                  | Keith Samples    | James Hurst       | 2013. augusztus 7.  | 410           |
| 50.  | 11. | Horrorház (House of Horror)                | Harvey Crossland | Ken Cuperus       | 2013. augusztus 14. | 411           |
| 51.  | 12. | Személyazonosság (False I.D.)              | Cal Coons        | Brendon Yorke     | 2013. augusztus 24. | 412           |
| 52.  | 13. | Halálos látomás (Fatal Vision)             | Brad Walsh       | Peter Mohan       | 2013. augusztus 28. | 413           |

### Ötödik évad (2014)
| Sor. | Év. | Cím                                          | Rendező          | Író            | Premier             | Gyártási szám |
| ---- | --- | -------------------------------------------- | ---------------- | -------------- | ------------------- | ------------- |
| 53.  | 1.  | Tévedésből (The Wrong Man)                   | Bradley Walsh    | Peter Mohan    | 2014. május 26.     | 501           |
| 54.  | 2.  | A bizonyíték-raktár (The Lockup)             | Bradley Walsh    | Michelle Ricci | 2014. június 2.     | 502           |
| 55.  | 3.  | Ellenséggel táncoló (Dancing With The Enemy) | TW Peacocke      | Lara Azzopardi | 2014. június 9.     | 503           |
| 56.  | 4.  | Füst és tükrök (Smoke and Mirrors)           | TW Peacocke      | James Hurst    | 2014. június 16.    | 504           |
| 57.  | 5.  | Game over (Game Over)                        | Bradley Walsh    | Ken Cuperus    | 2014. június 23.    | 505           |
| 58.  | 6.  | Ember a tükörben (Man in the Mirror)         | Bradley Walsh    | Ken Cuperus    | 2014. június 30.    | 506           |
| 59.  | 7.  | A fehér bálna (Amuse Bouche)                 | Peter Stebbings  | Jackie May     | 2014. július 7.     | 507           |
| 60.  | 8.  | A fehér bálna (White Whale)                  | Don McCutcheon   | Jackie May     | 2014. július 14.    | 508           |
| 61.  | 9.  | A szökevény (The Fugitive)                   | Don McCutcheon   | Brendon Yorke  | 2014. július 21.    | 509           |
| 62.  | 10. | Családi titkok (Family Secrets)              | Peter Stebbings  | Lara Azzopardi | 2014. július 28.    | 510           |
| 63.  | 11. | Emlékezetkiesés (Zero Recall)                | James Dunnison   | James Hurst    | 2014. augusztus 4.  | 511           |
| 64.  | 12. | Egy ártatlan ember (An Innocent Man)         | Harvey Crossland | James Hurst    | 2014. augusztus 11. | 512           |
| 65.  | 13. | Sorainkban (In Our Midst)                    | Peter Stebbings  | Peter Mohan    | 2014. augusztus 18. | 513           |